# Rua (Hunne)
Rua (gestorben 434, auch Ruga oder Rugila, griechisch Ruas genannt) war von etwa 425 bis 434 Herrscher der Hunnen, wobei er ab 430 allein herrschte, nachdem sein Bruder Oktar gestorben war. Rua war ein Onkel der Brüder Bleda und Attila, deren Vater Ruas Bruder Mundzuk war.

## Etymologie
Omeljan Pritsak leitet den Namen von alttürkisch: h(e)r („Mann“) +öga („denken“, „Denker“) ab. Das Suffix -s der Variante Ruas sei griechischen Ursprungs. Rugila sei eine gotisierte Variante des Namens. Otto Maenchen-Helfen hält den Namen daher für germanisch (in Analogie z. B. zu Rugolf). Die sprachfamiliäre  Zuordnung der hunnischen Sprache ist aber ohnehin in der Forschung umstritten.

## Leben
Zunächst teilte sich Rua die Herrschaft in nicht näher fassbarer Weise mit seinem Bruder Oktar, nach dessen Tod im Jahr 430 übernahm Rua die Alleinherrschaft. 432 floh der römische Heermeister Flavius Aëtius zu ihm; dieser konnte mit Ruas Hilfe die Führung im Westreich übernehmen, wofür Aëtius Pannonien an die Hunnen abtrat. Ruas Machtbereich war nicht klar umrissen, er zielte aber offenbar bereits auf die Ausbildung eines hunnischen Großreiches ab, wobei er Gold von Ostrom erpresste. Mit Kaiser Theodosius II. handelte er einen jährlichen Tribut von 350 Pfund Gold aus. Während der Verhandlungen um neue und höhere Tribute starb Rua. Die Umstände seines Todes sind nicht klar, womöglich waren seine Neffen daran beteiligt.
Klaus Rosen betonte, dass Rua und Oktar ein erstes hunnisches Doppelkönigtum gegründet hätten, das zweite wurde später von Attila und seinem Bruder Bleda geführt. Dabei folgt er ausdrücklich der Darstellung des Geschichtsschreibers Jordanes. Die „Königssippe“ wurde von insgesamt vier Brüdern geführt, denn neben Mundzuk erscheint am Hof als vierter Bruder Oebarsius. Dieser stammte wohl von einer anderen Mutter und überlebte Rua längere Zeit.
Die beiden ältesten Brüder teilten sich nicht das Reich, sondern sprachen ihre militärischen Stoßrichtungen ab. So stieß Oktar gegen den Westen, gegen die Burgunder vor, während Rua 422 allein gegen Ostrom zog und in Thrakien einfiel. Anscheinend hatte Rua die Gelegenheit abgewartet, die der Abzug der Balkantruppen für den Krieg gegen Persien bot. Die Verwüstung Thrakiens zwang den Kaiser zum Friedensschluss mit dem östlichen Kriegsgegner. Rua drohte damit, Konstantinopel zu zerstören. Um den Kampf zu vermeiden, fand sich der Hof bereit, den Hunnen jährlich 350 Pfund Gold an Tribut zu leisten, was 25.200 Solidi entsprochen hat. Der Kaiser schloss den Vertrag mit Rua, nicht mit dem Hunnenreich, daher teilte der Herrscher das „Geschenk“ nicht mit seinem Bruder.
Auch im Auftrag Westroms sollte Rua seine Krieger führen. Nach einem Umsturz in Rom schickte der dortige Kaiser Johannes im Jahr 423 Flavius Aëtius zu Rua, um dort Söldner anzuwerben, die eine Invasion Ostroms, das seine Kaiserherrschaft nicht anerkannte, abzuwehren. Aëtius war selbst als Gefangener bei den Hunnen gewesen, hatte dort Freunde gewonnen. Doch wartete Johannes vergebens auf diese Truppen, und er wurde 425 gestürzt und hingerichtet. Drei Tage später erschien Aëtius, der, obwohl er sich für Johannes eingesetzt hatte, nun mit seiner hunnischen Armee als Druckmittel, in den Dienst des Kinderkaisers Valentinian aufgenommen wurde.
Ruas Gesandter Esla erschien seit Abschluss des Vertrages immer dann am oströmischen Hof, wenn es zu Konflikten kam. Zu Auseinandersetzungen kam es offenbar nicht, als es den Römern gelang, im Jahr 427 Pannonien von den Hunnen zurückzuerobern. Da sich Rua davon nicht provozieren ließ, gilt dies als Beleg,  dass Rua nicht über alle Hunnen geherrscht hat. Anfang der 430er Jahre kam es zum Bruch und Rua kündigte den Friedensvertrag auf. Der Konflikt hatte sich daran entzündet, dass mehrere Stämme über die Donau in das Römerreich geflohen waren, darunter die Apilzuren, die Itimaren, die Tunsuren und die Boisker, die zuerst von den Hunnen überrannt wurden. Diese hatten einen Vertrag mit dem Kaiser geschlossen und sich auf Reichsgebiet angesiedelt. Rua verlangte, dass die Flüchtigen, die in seinen Augen von ihm abgefallen waren, ausgeliefert werden. Der Kaiser musste die Bedingungen formal akzeptieren, den Tribut weiterhin leisten, und die Flüchtigen aus dem Reich verweisen.
Durch den Tod seines Bruders Oktar im Jahr 430 wurde Rua zum Alleinherrscher des (sehr locker aufgebauten) Hunnenreiches. Allerdings hatten die Burgunder die zurückgebliebenen, nun führerlosen Hunnen besiegt. Mit Aëtius verband ihn, so heißt es in den Quellen, eine „amicitia“, und damit hohes Prestige. Rua stand um 432/433 auf dem Höhepunkt seiner Macht. Die „materiellen Zuwendungen“ (Stickler) aus Rom und Ravenna gestatteten es ihm, seine Gefolgsleute an sich zu binden und neue zu gewinnen.

## Nachfolge
Auch wenn die Chronica Gallica vermeldet, Rua sei im Jahr 434 gestorben, so ist auch über die Zeit zwischen 438 und 440 spekuliert worden. Kurz vor seinem Tod unternahm Rua noch einen Feldzug nach Thrakien. Sein Tod ermöglichte es den bereits mitgeführten Kriegsgefangenen zu fliehen. In den nächsten Jahren konnte Aëtius auf hunnische Söldner in größtem Umfang zurückgreifen, zumal er als „amicus“ des verstorbenen Rua großes Prestige genossen haben dürfte. Hingegen musste der oströmische Heermeister Plinta mit Ruas Neffen Attila und Bleda den Vertrag von Margus aushandeln. Dieser sah doppelt so hohe „Geschenke“ an die Hunnen vor, wie sie Rua erhalten hatte, also 700 Pfund Gold. Abtrünnige, auch solche aus der Königssippe, wurden gleich vor Ort hingerichtet. Bei weitem nicht alle Hunnen unterstanden den Königen, weder den Brüdern, noch zuvor ihrem Onkel. Der Vorteil für Ostrom lag darin, dass nicht immer neue Gruppen aus dem Barbaricum über die Donau in das Reich vordrangen, denn die neuen Hunnenherrscher unterbanden dies, um selbst die Kampfkraft dieser Gruppen für ihre Pläne zu nutzen.